# Salva Gómez
Salvador Emilio Gómez Agüera (Santander, Cantabria, 11 de marzo de 1968), conocido como Salva Gómez y también apodado Chava, es un exjugador de waterpolo español, miembro de la Selección de waterpolo de España durante numerosos años y que ha participado en cinco Juegos Olímpicos, consiguiendo una medalla de oro y otra de plata.

## Biografía
Salvador consiguió la mayoría de sus éxitos en la Selección de waterpolo de España. Hizo su debut con la selección en el Campeonato Europeo de Waterpolo de 1987 en Estrasburgo, Francia. A partir de ahí fue a los Juegos Olímpicos de Seúl 1988 donde obtuvo una meritoria sexta plaza, fue a los Juegos Olímpicos de Barcelona 1992 donde consiguió la medalla de plata, a los Juegos Olímpicos de Atlanta 1996 donde fue Campeón Olímpico, a los Juegos Olímpicos de Sídney 2000 y por último a sus quintos Juegos, a los Juegos Olímpicos de Atenas 2004.
Además con la selección nacional también acudió al Campeonato Mundial de Waterpolo en varias ocasiones, en 1991 obtuvo la plata en Perth, en 1994 fue otra vez plata en Roma y ya en 1998 y 2001 fue Campeón del Mundo en Perth y Fukuoka, respectivamente. También acudió al mundial celebrado en Barcelona, en 2003 pero terminaron en quinto lugar.
Además ha participado en varios Campeonatos Europeos, en Estrasburgo en 1987, donde finalizaron en sexto lugar, en 1989 en Bonn (sexto lugar), en 1991 fue medalla de plata en Atenas, en 1993 en Sheffield fue medalla de bronce, en 1995 en Viena fue quinto, en 1997 en Sevilla también quinto, en 1999 en Florencia fue sexto, en 2001 en Budapest fue sexto y en 2003 en Kranj otra vez quinto. Además fue tercero en una Copa del Mundo en 1999 y ganó los Juegos del Mediterráneo en el año 2001.
En 2008 participó en un programa de televisión de Telecinco sobre el poker. En 2009 recibe la insignia de oro y brillantes de la Real Federación Española de Natación por su trayectoria y también pasa a dirigir el Canoe NC.
En 2011 recibió la Medalla de Oro de la Real Orden del Mérito Deportivo.

## Clubes
- Club Natació Montjuïc ( España)
- Club Natación Ondarreta Alcorcón ( España)
- Club Natació Atlètic Barceloneta ( España)
- Waterpolo Aguas de Valencia ( España)
- Waterpolo Pla-Za Zaragoza ( España)
- Club Natación Martiánez ( España)
- Real Canoe Natación Club ( España)

## Palmarés
Como jugador de club
- Siete ligas de waterpolo de España
- Siete copas del rey (España)
- Una copa LEN

Como jugador de la selección española de waterpolo
- Oro en los campeonatos del mundo de waterpolo en Fukuoka 2001
- Oro en los campeonatos del mundo de waterpolo en Perth 1998
- Oro en las olimpiadas de Atlanta en 1996
- Plata en los Juegos Olímpicos de Barcelona 1992
- Bronce en los campeonatos de Europa de waterpolo en Sheffield 1993
- Plata en los campeonatos del mundo de waterpolo en Perth 1991
- Plata en los campeonatos del mundo de waterpolo en Roma 1991
- Plata en los campeonatos de Europa de waterpolo en Atenas 1991

## Premios, reconocimientos y distinciones
- Medalla de Oro de la Real Orden del Mérito Deportivo, otorgada por el Consejo Superior de Deportes (2011)
- Medalla de Plata de la Real Orden del Mérito Deportivo, otorgada por el Consejo Superior de Deportes (1999)